# Burg Meinersen
Die Burg Meinersen war eine mittelalterliche Burg bei Meinersen im Landkreis Gifhorn. Sie befand sich an der Stelle des 1765 errichteten Amtshauses, das heute als Künstlerhaus dient. Sie stellt eine Gegenburg zur südwestlich des Ortes bestehenden Burg auf dem Weinberg der Edelherren von Meinersen dar.

## Beschreibung
Die wegen ihres Turms kirchenähnlich erscheinende Burg lag auf einer leichten Erhöhung etwa 100 Meter westlich des Hauptlaufs der Oker, die sie von Meinersen trennte. Laut einer Beschreibung durch Matthäus Merian von 1654 gehörte neben den Gebäuden ein Turm zur Burg, der etwa im 16. Jahrhundert entstanden sein soll. Von ihm wurden beim Bau des Amtshauses im Jahre 1765 Standpfähle und Fundamente im Boden gefunden. Laut Merian sei die Burg mit einem kleinen Wall und einem Wassergraben umgeben gewesen.
Die Burg in Meinersen am Westufer der Oker war eine in den ersten Jahren des 14. Jahrhunderts errichtete Landesburg des Herzogtums Braunschweig-Lüneburg. Ihre erste indirekte Erwähnung erfolgte 1325, als ein „castellan“ zu Meinersen erwähnt wird. Seit 1338 werden auch Burgmannen auf Meinersen genannt. Die erste ausdrückliche Erwähnung der Burg Meinersen findet sich im Jahr 1341, als sie von Balduin von Wenden bewohnt wurde. Eine weitere Nennung datiert auf das Jahr 1346. Zu diesem Zeitpunkt erhielt Ludolf von Hohnhorst von den Herzögen Wilhelm II. und Otto III. die Anlage, für deren Ausbau er 1354 mit Steinwerk und Mauern 200 lötige Mark aufwendete. 1350 überließ Herzog Wilhelm II. dem Junker Ludwig, ein Sohn des Herzogs Magnus I., das Kirchenpatronat über die Kapelle in der Vorburg. 1368 verpfändete Herzog Magnus II. die Burg Meinersen an Conrad von Roteleben. 1390 verlehnte Herzog Friedrich I. die Burg an die von Salder und die von Utze. Sie wechselte bei den verschiedenen welfischen Landesteilungen mehrfach ihren Besitzer. Ab 1532 diente sie als Amtssitz. In der Hildesheimer Stiftsfehde wurde die Burg 1519 belagert und zerstört oder beschädigt. Sie muss aber wieder aufgebaut worden sein.

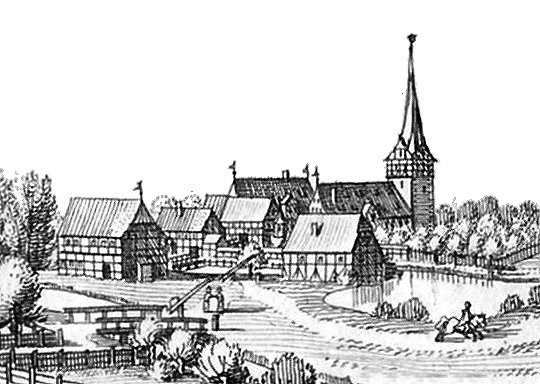
Burg Meinersen auf einem Merian-Stich um 1650
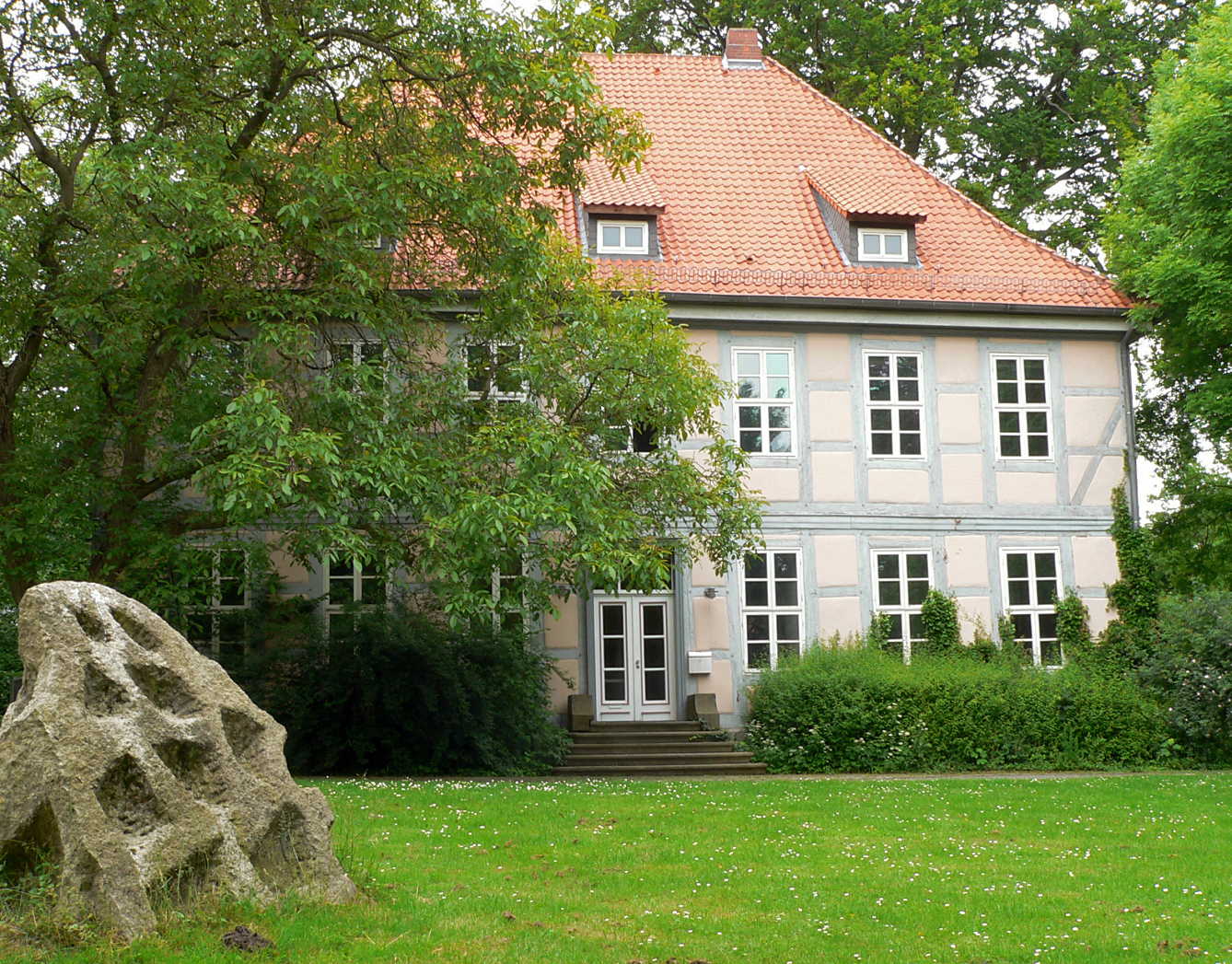
Das frühere Amtshaus und heutige Künstlerhaus an der Burgstelle